# Майкъл Хартланд
Майкъл Леонард Джеймс (на английски: Michael Leonard James) е английски писател, автор на произведения в жанровете трилър и криминален роман. Пише под псевдонимите Майкъл Хартланд (на английски: Michael Hartland) и Рут Карингтън (на английски: Ruth Carrington).

## Биография и творчество
Роден е на 7 февруари 1941 г. в Корнуол, Англия. Завършва колежа Исус на Кеймбриджкия университет.
След дипломирането си в периода 1963-1978 г. работи за британското правителство, като през 1966-1968 г. е частен секретар на министъра на изкуствата Джени Лий, през 1970-1973 г. е служител към Звеното за планиране на Маргарет Тачър, а след това изпълнява дипломатически задължения в чужбина по разузнаване и борба с тероризма с ресор ядрена енергетика. В периода 1978-1983 г. е програмен директор по контрола на плутония на Международната агенция за атомна енергия във Виена. Докато е във Виена, започва да пише първия си роман основавайки се на автентичния си опит и познанията за тайния свят на шпионажа.
Първият му шпионски трилър „Компания на смъртници“ от поредицата „Давид Нерн и Сара Кейбъл“ е издаден през 1983 г. В Хималаите китайски агент е брутално убит, британците взривяват кораб, а следите водят към голяма афера с руско ядрено оръжие. Специалният агент от МИ6 Давид Нерн трябва да разследва виновниците, но на карта е заложен животът му. Книгата става бестселър и го прави известен.
След успеха той напуска работата си и се посвещава на писателската си кариера.
Освен като писател той е и литературен критик, от 1985 г. като колумнист в „Уестърн Морнинг Нюз“, а от 1993 г. в „Дейли Телеграф“. Пише също за „Таймс“, „Сънди Таймс“, „Гардиън“ и др. Преподава в курсове за нови писатели към фондация „Арвон“ и участва в журито за наградите за криминална литература „Дагър“. Член е на Кралското общество за изкуства и е експерт и почетен член на университета в Екстер от 1985 г.
Прави също документални филми за шпионаж за телевизията и интервюта за радиото. Документалният му филм „Sonia's Report“ проследява живота на съветския военен разузнавач полковник Рут Кучински (с псевдоним Sonia). В него тя описва вербуването си от Рихард Зорге, прикритието си бежанец като близо до Оксфорд по време на Втората световна война, дейността ѝ за предаването на планове за атомната бомба до Сталин като куриер на д-р Клаус Фукс, бягството ѝ в Източен Берлин.
Прави и поредица от интервюта за радиото с избягалия съветски агент на КГБ полковник Олег Гордиевски.
През 1998 г. е издаден криминалният му роман „Тайните на семейство Куин“ под псевдонима Рут Карингтън. Главни герои са недоверчивият частен детектив Джордж Кристиянсен и упоритата адвокатка Алисън Хоуп, които защитават д-р Джефри Куин, обвинен, че е убил съпругата си. Намесвайки се в тайния свят на богатите, свидетелите им изчезват или умират при съмнителни обстоятелства.
Кариерата му на писател е прекъсната от инфаркт, след който той намалява драстично работата си. Помолен е да води кампания за набиране на 1 милион лири за възстановяване на историческо имение в Сидмът, което отнема 6 години, а реставрацията е завършена през 2009 г. През 2008 г. е избран за председател на организацията „Kennaway House Trust“, която управлява къщата като център за изкуства и библиотека.
Произведенията на писателя са преведени на над 30 езика по света. През 2012 г. е удостоен с отличието Кавалер на Ордена на Британската империя за обществената си дейност.
Майкъл Хартланд живее със семейството си в селска викторианска къща близо до морето в Девън.

## Произведения

### Като Майкъл Хартланд

#### Серия „Давид Нерн и Сара Кейбъл“ (David Nairn and Sarah Cable)
1. Down Among the Dead Men (1983)
Компания на смъртници, изд. „Атика“ (1994), прев. Елена Чизмарова
2. Seven Steps to Treason (1984)
3. The Third Betrayal (1986)
4. Frontier of Fear (1989)
5. The Year of the Scorpion (1991)

### Като Рут Карингтън

#### Самостоятелни романи
- Dead Fish (1998)
Тайните на семейство Куин, изд. „Гарант-21“ (2001), прев. Правда Игнатова